# Club Voleibol Guaguas
El Club Voleibol Guaguas es un club de voleibol de la ciudad de Las Palmas de Gran Canaria, España. Juega en la Superliga de España desde la temporada 2020-21. En su palmarés cuenta con tres Copas del Rey, cuatro Superligas, tres Supercopas de España y una Copa Ibérica.

## Historia

### Antecedentes
En 1977 fue fundado el Club Voleibol Calvo Sotelo por el empresario Juan Ruiz, junto a Felipe Nuez en la parcela técnica. A finales de los años 1980 y durante gran parte de los 1990, aquel equipo dominó el panorama voleibolístico de España, en directa rivalidad con Son Amar Palma o Numancia de Soria, haciendo del Centro Insular de Deportes un fortín.
Cosechó 5 campeonatos de Liga de manera consecutiva entre 1990 y 1995; sumó 6 entorchados en la Copa del Rey, 1 Supercopa de España y logró clasificarse en 1997 para la disputa de la Final Four en la Copa de Europa.
Destacaron muchos jugadores como Paco Sánchez Jover, Antonio Miralles, Irineus Klos, Waclaw Golec, Sergio Camarero, Ivo Martinovic, Vujacinovic, Venancio Costa, David Rodríguez, Juanma Martín, Jorge Ramón u Óscar Campos.

### Fundación y primeros pasos
Veinticinco años después de la consecución del último título liguero, Juan Ruiz, que vuelve a ser presidente del nuevo proyecto; Paco Sánchez Jover, como vicepresidente primero y Sergio Camarero como primer entrenador recuperan el nombre del Club Voleibol Guaguas, en honor al equipo exitoso y de nuevo con Guaguas Municipales como patrocinador principal del club.
El club nació el 20 de junio de 2020 tras aceptar la plaza de Superliga que le cedió, el Club Voleibol 7 islas. En el acuerdo de cesión el CV 7 Islas se integraba en la estructura de base de dicho club, manteniendo el nombre y el escudo para los equipos filiales que se quedaron en Vecindario.

### Debut y doblete
En su primera temporada en la élite el club también aceptaría una plaza en competición europea, concretamente en la Copa CEV. La eliminatoria de debut ante Fino Kaposvár SE de Hungría fue suspendida por la imposibilidad del club de salir de su país por la normativa anticovid. De esta manera accedió directamente a octavos de final donde le esperaba el Galatasaray HDI Estambul. Por motivos sanitarios, la ronda de octavos y cuartos se jugarán en sede única, siendo el Centro Insular de Deportes de Las Palmas de Gran Canaria el lugar elegido por la CEV para su disputa.
En las competiciones nacionales fue el anfitrión de la Copa, derrotando en cuartos al Cabo de Cruz Boiro Voleibol, al Unicaja Almería en semifinales y al Urbia Voley Palma en la final. En la Superliga llegaron como cabeza de serie a los play-offs. Ganó a Arenal Emevé en cuartos de final, al Melilla Capital Sport en semifinales y al Unicaja Costa de Almería en la final, obteniendo su primer título y por tanto el doblete.
En la temporada 2021-22 quedó en blanco cayendo en semifinales de Superliga ante el Unicaja Almería. Al año siguiente retomó la senda del triunfo ganando de nuevo la Superliga, quedando invicto en la liga regular y eliminatorias (29 partidos) y derrotando a Río Duero Soria en el playoff final por 3-0.

## Símbolos

### Uniforme
- Uniforme titular: Camiseta amarilla con efectos en distintos tonos del mismo color, pantalón azul y medias azules. Recuperando así los colores que antaño portó el Club Voleibol Calvo Sotelo y le dan un toque más vanguardista.

|  |

### Escudo
El escudo busca rejuvenecer la imagen de un proyecto que conecta con su club predecesor y que renace en la actualidad, de la mano de una generación nueva de deportistas. En la base del escudo se recoge el año de la primera fundación del club, 1977. Un escudo donde se puede apreciar la predominancia del azul y el amarillo y donde destacan las 12 estrellas en relación con todos los títulos nacionales conquistados por el Club Voleibol Calvo Sotelo.

### Auspicio
| Periodo         | Proveedor |
| --------------- | --------- |
| 2020-2021       | Luanvi    |
| 2021-2023       | Hummel    |
| 2023-Actualidad | Acerbis   |

| Periodo   | Patrocinador        |
| --------- | ------------------- |
| 2020-Act. | Guaguas Municipales |

## Pabellón

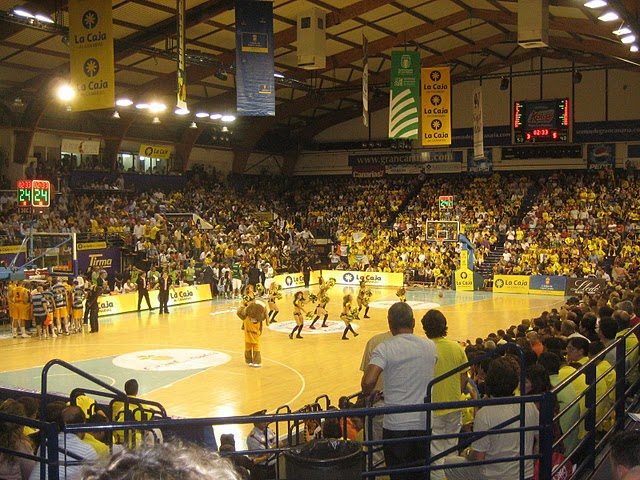
Centro Insular de Deportes (CID) de Gran Canaria, 19 de mayo de 2009

Desde su refundación el club ha jugado sus partidos como local en el Centro Insular de Deportes al igual que su predecesor. En la temporada 2024-25, el club comenzó a disputar sus encuentros en el Gran Canaria Arena.

## Datos del club
Actualizado a 15 de octubre de 2024
- Temporadas en Superliga: 4
- Temporadas en CEV Champions League: 2
- Temporadas en CEV Cup: 2

### Denominaciones
- Club Voleibol Guaguas (2020-Act.).

## Presidentes
- Juan Ruiz Ramos 2020-Act.

## Entrenadores
| Entrenador             | País   | Años        |
| ---------------------- | ------ | ----------- |
| Sergio Miguel Camarero | España | 2020 - Act. |

## Palmarés
Nota: en negrita competiciones vigentes en la actualidad.
Títulos oficiales
| Competición nacional      | Títulos                            | Subcampeonatos |
| ------------------------- | ---------------------------------- | -------------- |
| Superliga (4/0)           | 2020-21, 2022-23, 2023-24, 2024-25 |                |
| Copa del Rey (3/0)        | 2021, 2024, 2025                   |                |
| Supercopa de España (3/0) | 2021, 2023, 2024                   |                |

| Competición Ibérica | Títulos | Subcampeonatos |
| ------------------- | ------- | -------------- |
| Copa Ibérica(1/0)   | 2023    |                |

Títulos amistosos
- Torneo San Roque El Batán (1): 2020[14]
- Torneo Internacional Ciudad de Las Palmas de Gran Canaria (1): 2022[15]
- Torneo Internacional de Gran Canaria "Villa de Ingenio" (1): 2022[16]
- Torneo Internacional de Gran Canaria (1): 2023
- Torneo Ciudad de La Laguna (1): 2023[17]
- Torneo Internacional de Gran Canaria "Villa de Agüimes" (1): 2023[18]

Distinciones
- Medalla de Oro de la ciudad de Las Palmas de Gran Canaria (1): 2023[19]
- Premio Roque Nublo (1): 2023[20]
- Premio al deporte canario (1): 2024[21]

### Torneo Alcalde Juan Rodríguez Doreste
En su primera temporada de historia se realizó la primera edición de un torneo que supuso un emotivo homenaje a una de las figuras claves en la historia del Guaguas Las Palmas. El Torneo Memorial Alcalde Juan Rodríguez Doreste trajo de vuelta el mejor voleibol nacional a la capital de las islas con la disputa de un torneo en el que FC Barcelona, Unicaja Costa de Almería y Urbia Voley Palma se enfrentaron en un formato de Final Four los días 19 y 20 de septiembre de 2020 en el Centro Insular de Deportes, sin la presencia de aficionados en las gradas, pero con todos los partidos retransmitidos por streaming.
| Edición | Año  | Campeón           | Subcampeón            | Tercero                  | Cuarto       | Formato    |
| ------- | ---- | ----------------- | --------------------- | ------------------------ | ------------ | ---------- |
| I       | 2020 | Urbia Voley Palma | Club Voleibol Guaguas | Unicaja Costa de Almería | FC Barcelona | Final Four |